# Transport zbiorowy w Aleksandrowie Łódzkim
Transport zbiorowy w Aleksandrowie Łódzkim – system transportu publicznego, składającego się ze zgierskich i łódzkich linii autobusowych, a w przeszłości także z linii tramwajowej. W przeciwieństwie do innych pobliskich miast  nie posiada organizatora transportu, tak jak np. Zgierz (MUK Zgierz) i Łódź (MPK Łódź), lecz korzysta z przewoźników sąsiednich miast.

## Komunikacja autobusowa
Komunikacja autobusowa w Aleksandrowie Łódzkim składa się z 6 linii 3 różnych przewoźników.

### Autobusy MPK Łódź
| Nr linii | Trasa |
| -------- | --- |
| 78       | Łódź: PLAC WOLNOŚCI – Legionów, Zachodnia, Drewnowska, Kasprzaka, Lutomierska, Wielkopolska, Woronicza, Helska, Brukowa, Aleksandrowska, Traktorowa, Rojna, Rydzowa, Aleksandrowska, // Aleksandrów Łódzki: Wojska Polskiego, Warszawska – ALEKSANDRÓW Ł. (Targowy Rynek)                                                                                        |
| 84B      | Łódź: TEOFILÓW ROJNA – Rojna, Rydzowa, Aleksandrowska, // Aleksandrów Łódzki: Wojska Polskiego, Konstantynowska – ALEKSANDRÓW (POSELSKA) |
| 97A      | Łódź: DW. ŁÓDŹ KALISKA – Karolewska, Włókniarzy, Naftowa, Legionów, Konstantynowska, Krakowska, Biegunowa, Spadochroniarzy, Fizylierów, Podchorążych, Szczecińska, // Antoniew, // Rąbień, // Aleksandrów Łódzki: Konstantynowska, Pabianicka, Wierzbińska, 1 Maja, Daszyńskiego, Warszawska – TARGOWY RYNEK (ALEKSANDRÓW)                                       |
| N1A      | Łódź: JANÓW – Hetmańska, Rokicińska, Puszkina, Maszynowa, Dw. Łódź Widzew, Maszynowa, Puszkina, Rokicińska, Piłsudskiego, Mickiewicza, Kościuszki, Zachodnia, Lutomierska, Klonowa, Limanowskiego, Włókniarzy, Lutomierska, Wielkopolska, Woronicza, Helska, Aleksandrowska, Traktorowa, Rojna, Szczecińska, Aleksandrowska – TARGOWY RYNEK (Aleksandrów Łódzki) |

### Autobus MUK Zgierz (przewoźnikZPK MARKAB)[2]
| Nr linii | Trasa |
| -------- | --- |
| 2        | TARGOWY RYNEK (Aleksandrów Łódzki) – Targowy Rynek, Warszawska, Wojska Polskiego, Pabianicka, 11 Listopada, Warszawska, Zgierska // Zgierz: Aleksandrowska, Gałczyńskiego, Tuwima, Staffa, Parzęczewska, Targowa, Sieradzka, Długa // Łódź: Okólna, Droga Krajowa nr. 71, Skotniki // Stryków: Kiełmina, Dobra, Warszawska, Plac Łukasińskiego, Kopernika – DWORZEC PKP STRYKÓW |

### AutobusFKF Transport[1]
| Nr linii | Trasa |
| -------- | --- |
| N        | rozkład jazdy autobusów w Aleksandrowie Łódzkim a – Rydzowa – Szparagowa – Wersalska – WERSALSKA/SZCZECIŃSKA (Łódź) |

## Komunikacja tramwajowa
Obecnie na terenie miasta Aleksandrowa Łódzkiego nie kursuje żadna linia tramwajowa. Dawniej prowadzone były tramwaje linii 44.
| Nr linii i czas użytkowania            | Trasa |
| -------------------------------------- | --- |
| 44 (25 lutego 1910 – 31 marca 1991)    | Łódź: Północna – Ogrodowa, Zachodnia, Limanowskiego, Aleksandrowska, Aleksandrów Łódzki: Szatonia, Wojska Polskiego – Plac Kościuszki (Aleksandrów Łódzki) |
| 44 (1 kwietnia 1991 – 1 stycznia 1992) | Łódź: Północna – Ogrodowa, Zachodnia, Limanowskiego, Aleksandrowska – Chochoła                                                                             |

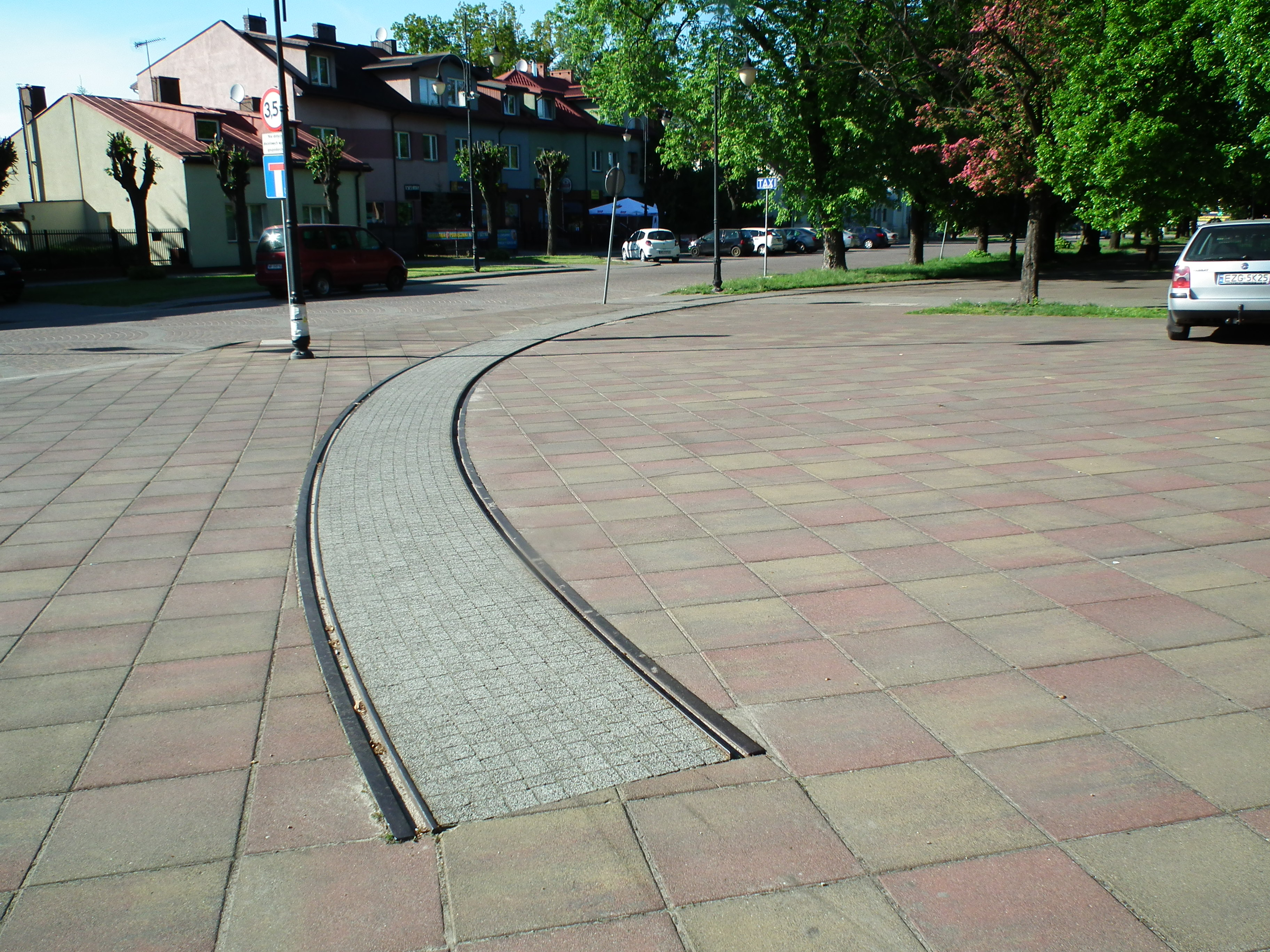
Zachowany fragment torowiska na Placu Kościuszki

Na terenie Placu Kościuszki wciąż znajduje się fragment szyny kolejowej, przypominającej o dawnym tramwaju 44.